# ماليوتكا
9كي11 ماليوتكا (الروسية: Малютка)، (بالإنجليزية: 9K11 Malyutka) لقب تعريف الناتو أيه تي-3 ساغر (بالإنجليزية: AT-3 Sagger)، أو صاروخ ساغر، صاروخ سوفيتي موجه من الجيل الأول مضاد للدروع دخل الخدمة سنة 1961 يمكن إطلاقه من منصات تركب على المركبات أو يطلقه أفراد المشاة، المدى المؤثر يتراوح ما بين 500 متر إلى ثلاثة كيلو مترات بسرعة تصل لـ 115 متر بالثانية.
الاسم الرسمي لحلف الناتو: أ ت-3 ساغر هو نظام صاروخي مضاد للدبابات موجه سلكيًا يعمل بنظام التحكم اليدوي في خط البصر (MCLOS) طُوّر في الاتحاد السوفيتي. كان أول صاروخ موجه مضاد للدبابات محمول باليد في الاتحاد السوفيتي وربما يكون أكثر الصواريخ الموجهة المضادة للدبابات إنتاجًا على الإطلاق حيث بلغ إنتاجه ذروته عند 25,000 صاروخ سنويًا خلال ستينيات وسبعينيات القرن الماضي. بالإضافة إلى ذلك صُنعت نسخ من الصاروخ بأسماء مختلفة في ست دول على الأقل.
مع استبدالها بصواريخ موجهة مضادة للدبابات أكثر تقدمًا فقد شهدت ماليوتكا ومتغيراتها استخدامًا واسع النطاق في كل صراع إقليمي تقريبًا منذ الستينيات ولا تزال محفوظة في مخزونات كبيرة وتستخدمها أحيانًا حتى يومنا هذا جهات فاعلة غير حكومية مثل حزب الله.

## التطوير
بدأ التطوير في يوليو 1961 عندما أسندت الحكومة المشروع إلى فريقين تصميميين: تولا وكولومنا. وكانت المتطلبات هي:
- قابلة للتركيب في المركبة و/أو محمولة بواسطة الرجل
- مدى 3000 متر
- اختراق الدروع بمقدار 200 ملم عند 60 درجة
- الحد الأقصى للوزن 10 كيلوغرام

استندت التصاميم إلى صواريخ أتجم الغربية من خمسينيات القرن العشرين مثل صاروخ إنتاك الفرنسي وصاروخ كوبرا السويسري. في النهاية وقع الاختيار على النموذج الأولي الذي طوره مكتب تصميم الآلات في كولومنا والمسؤول أيضًا عن صاروخ 3م6 شمل. اكتملت الاختبارات الأولية بحلول 20 ديسمبر 1962 ودخل الصاروخ الخدمة في 16 سبتمبر 1963.

## الوصف
يمكن إطلاق الصاروخ من منصة إطلاق محمولة على حقيبة (9P111) أو من مركبات أرضية (BMP-1وBRDM-2) أو من طائرات هليكوبتر (Mi-2 وMi-8 وMi-24 وسوكو غزيل). يستغرق الصاروخ حوالي خمس دقائق للانتشار من حقيبة 9P111 المصنوعة من الألياف الزجاجية والتي تُستخدم أيضًا كمنصة إطلاق.
يُوجَّه الصاروخ نحو الهدف بواسطة عصا تحكم صغيرة (9S415) الأمر الذي يتطلب تدريبًا مكثفًا من المُشغِّل. تُنقل تعديلات المُشغِّل إلى الصاروخ عبر سلك رفيع ثلاثي الجدائل يمتد خلفه. ويرتفع الصاروخ في الهواء فور إطلاقه مما يمنعه من الاصطدام بالعوائق أو الأرض. أثناء الطيران يدور الصاروخ بسرعة 8.5 دورة في الثانية - يدور في البداية بواسطة مُعزِّزه وتحافظ زاوية الأجنحة الطفيفة على هذا الدوران. كما يستخدم الصاروخ جيروسكوبًا صغيرًا لتوجيه نفسه بالنسبة للأرض، ونتيجة لذلك قد يستغرق الصاروخ بعض الوقت ليعود إلى خطه مع الهدف مما يمنحه مدىً أدنى يتراوح بين 500 و 800 متر (550 و 870 يارد)بالنسبة للأهداف التي تقل عن 1000 يمكن للمشغل توجيه الصاروخ بالعين، أما بالنسبة للأهداف التي تتجاوز هذا المدى فيستخدم المشغل منظار 9Sh16 ثماني القدرات ومجال رؤية 22.5 درجة.
يبلغ طول غلاف الاشتباك 3 كيلومتر (1.9 ميل)قوس عرضه 45 درجة مركزه محور إطلاق الصاروخ. على مسافات تقل عن 1.5 كيلومتر (0.93 ميل) هذا القوس يتقلص حتى عند 500 متر (550 يارد) يمكن للصاروخ أن يصيب الأهداف على 50 متر (55 يارد) على جانبي خط الوسط. تنخفض الدقة بعيدًا عن محور الإطلاق حيث تصل إلى نصف دقتها المثالية تقريبًا في أقصى الحالات.
بينما تراوحت التقديرات الأولية لنسبة إصابة الصاروخ للهدف بين 60% و90% أظهرت التجربة أن كفاءته قد تنخفض إلى ما بين 2% و25% في حال عدم إتقان المشغل للمهمة ونقص مهارة المستخدم. في الواقع يتطلب نظام مكلوس مهارة كبيرة من المشغل ومع ذلك فقد حظي هذا السلاح بشعبية واسعة بين مستخدميه وشهد تحديثًا مستمرًا في الاتحاد السوفيتي/روسيا ودول أخرى.
إن أخطر عيبين في السلاح الأصلي هما مدىه الأدنى الذي يتراوح بين 500 و 800 متر (550 و 870 يارد) لا يمكن التعامل مع الأهداف الأقرب بأسلوب فعال) وكمية الوقت التي يستغرقها الصاروخ البطيء الحركة للوصول إلى أقصى مدى - حوالي 30 ثانية - مما يمنح الهدف المقصود الوقت لاتخاذ الإجراء المناسب إما بالتراجع خلف عقبة أو وضع ستار دخان أو بإطلاق النار على المشغل.
عالجت الإصدارات اللاحقة من الصاروخ هذه المشاكل بتطبيق نظام التوجيه ساكلوس تولتيب الأسهل استخدامًا (مع أنه متوفر فقط للمركبات الأرضية وحوامل المروحيات) بالإضافة إلى ترقية نظام الدفع لزيادة متوسط سرعة الطيران. تتضمن آخر التحديثات رؤوسًا حربية بشحنة مزدوجة أو مجسات بعيدة المدى لمواجهة الدروع التفاعلية المتفجرة بالإضافة إلى أنظمة تصوير حراري. حتى في هذه الإصدارات الأحدث يُعد ماليوتكا على الأرجح أرخص صاروخ مضاد للدبابات في الخدمة حاليًا.

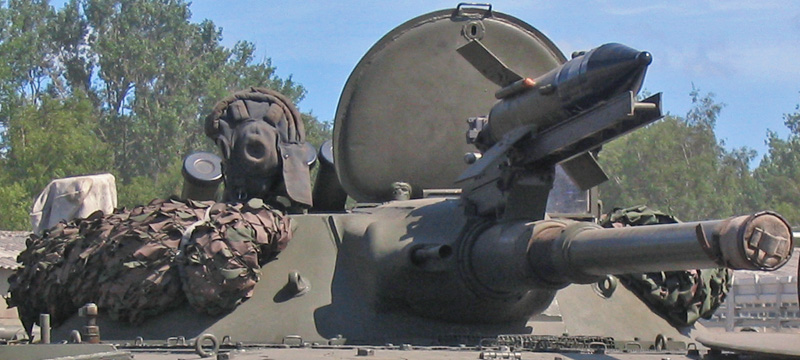
برج BMP-1 مع صاروخ 9M14M

## التاريخ
في الخدمة السوفيتية استُخدمت النسخة المحمولة كجزء من فصيلة مضادة للدبابات تابعة لكتائب البنادق الآلية. ضمت كل فصيلة فصيلتين ماليوتكا كل منهما بفريقين. كان لكل فريق محطتا إطلاق. كان أحد مساعدي المدفعية في كل فريق مسؤولاً عن إطلاق قاذفات RPG-7. كانت قاذفات RPG-7 ضرورية لتغطية منطقة الـ 500 متر التي ينشأ عنها الحد الأدنى لمدى الصاروخ.
وهو أيضًا جزء متكامل من المركبات BMP-1 وBMD-1 وBRDM-2.

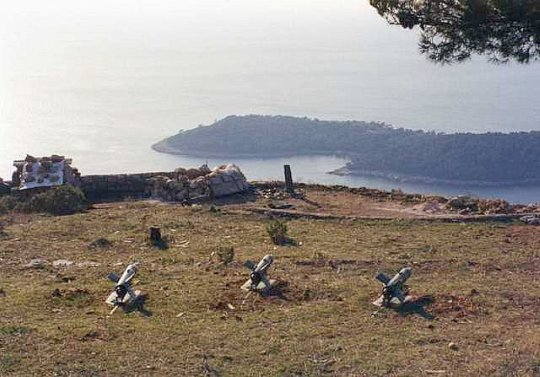
دبابات ماليوتكاس التابعة للجيش الشعبي اليوغوسلافي تطل على دوبروفنيك أثناء حصارها ديسمبر 1991